# HMS Grenville (H03)
«Гренвілль» (H03) (англ. HMS Grenville (H03) — військовий корабель, лідер ескадрених міноносців типу «G» Королівського військово-морського флоту Великої Британії за часів Другої світової війни. Закладений 29 вересня 1934 року на верфі компанії Yarrow Shipbuilders у Скотстоні. 15 серпня 1935 року він був спущений на воду, а 1 липня 1936 року увійшов до складу Королівських ВМС Великої Британії.
Лідер есмінців короткий термін брав участь у бойових діях на морі в Другій світовій війні, спочатку на Середземному морі у складі британського флоту, згодом поблизу берегів Англії, де загинув унаслідок підриву на морській міні. За проявлену мужність та стійкість у боях нагороджений бойовою відзнакою.

## Історія
На початок Другої світової війни «Гренвілль» був флагманським кораблем 1-ї флотилії есмінців, яка базуючись на Александрію, патрулювала східне Середземномор'я. У жовтні 1939 року флотилію перевели до Плімута, де підпорядкували Командуванню Західних сполучень.
19 січня 1940 року лідер «Гренвілль» повертався з шістьма кораблями флотилії після виконання бойового завдання поблизу голландського узбережжя, коли о 12:50 наразився на міну в естуарії Темзи. Мінне поле було встановлено німецькими есмінцями Z14 «Фрідріх Інн», Z15 «Ерік Штайнбрінк» і Z16 «Фрідріх Еккольдт».
Внаслідок вибуху міни корабель швидко перегорнувся до гори дриґом та затонув. 77 людей загинуло, 118 були врятовані іншими кораблями флотилії.